# Praproče (Semič, Slovenija)
Praproče je naselje u slovenskoj Općini Semiču. Praproče se nalazi u pokrajini Dolenjskoj i statističkoj regiji Donjoposavskoj regiji. 

## Stanovništvo
Prema popisu stanovništva iz 2002. godine naselje je imalo 15 stanovnika.